# Безкапсульне висадження
Безкапсульне висадження (рос. бескапсульное подрывание, англ. nocap blasting, нім. sprengkapselloses Sprengen n, unkapselisches Sprengen n) – спосіб висаджування в повітря за допомогою детонуючого шнура.